# 穆西内山

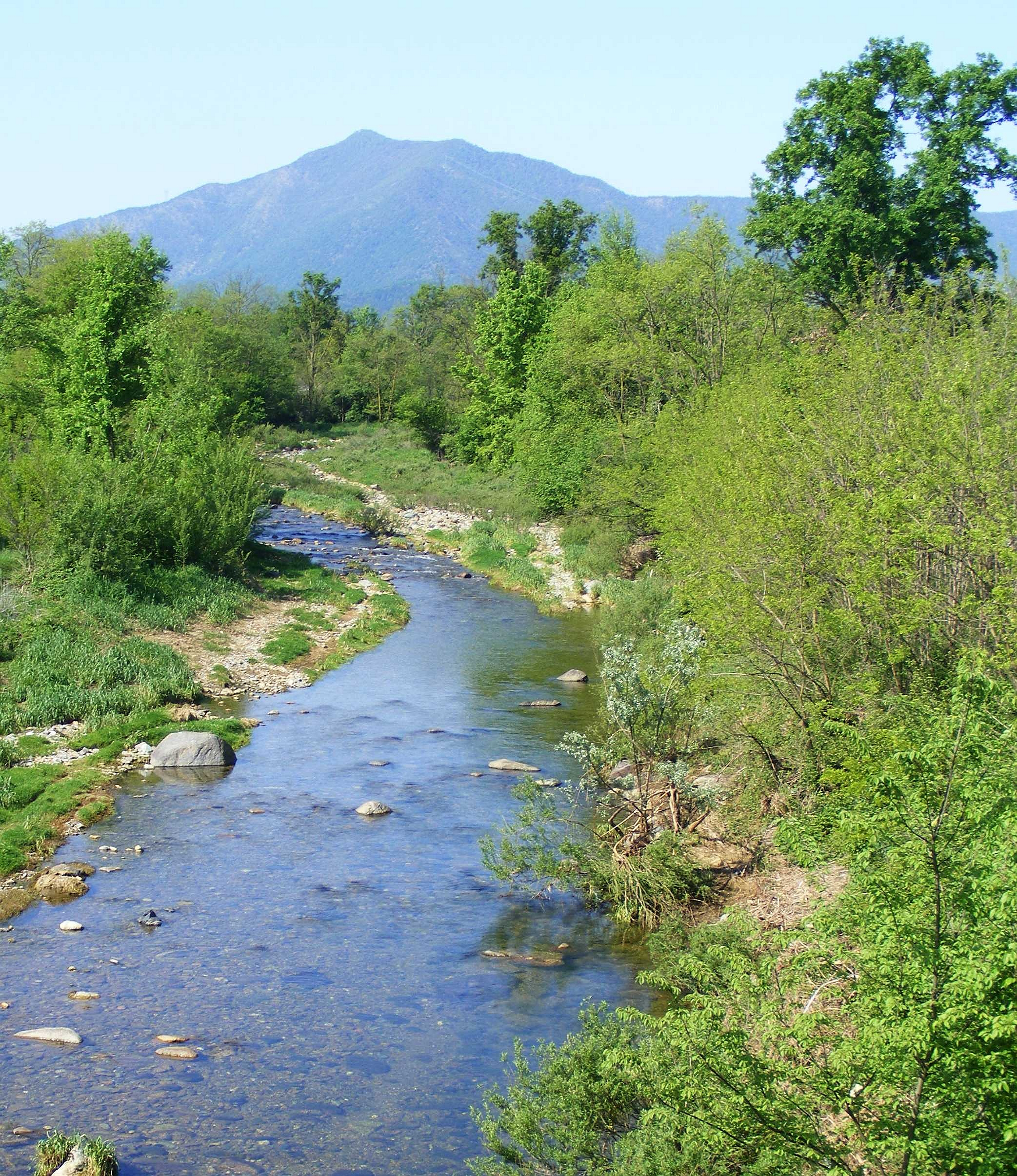

45°6′50″N 7°27′16″E / 45.11389°N 7.45444°E
穆西内山（義大利語：Monte Musinè）是意大利的山峰，位於該國西北部，由皮埃蒙特大區負責管轄，屬於格拉耶山的一部分，海拔高度1,150米，山體由橄欖岩組成。